# تا بیست و سه
تا بیست و سه (به انگلیسی: Before Eleven) فیلمی به کارگردانی، نویسندگی و تهیه‌کنندگی بهروز سبط رسول فیلمساز مستقل و محصول سال ۱۳۹۹ است. این دومین فیلم بلند بهروز سبط رسول است که با تکنیک سکانس پلان طولانی و در یک لوکیشن داخلی ساخته شده‌است.
بهروز سبط رسول با هزینهٔ شخصی این فیلم را ساخته و به گفتهٔ او تمرینی بود برای فیلمی که در سال ۱۴۰۱ خواهد ساخت. [نیازمند منبع]

## خلاصه داستان
کارگردانی تا ساعت ۲۳ شب مهلت دارد تا آخرین سکانس فیلم خود را به پایان برساند تا بتواند با گرفتن پول فیلم، مشکلات مالی خود را رفع کند اما بحران‌ها آغاز و قهرمان داستان را درگیر می‌کند.

## بازیگران
| بازیگر       | نقش         |
| ------------ | ----------- |
| تورج اولند   | نقش اول مرد |
| بهار نوحیان  | نقش اول زن  |
| داریوش اشرفی | پدر         |
| پیمان محسنی  | طلبکار      |

#### سایر بازیگران
- سها آردم
- مصطفی مطلق
- حمیدرضا نوائی
- سعید سالمی
- عامر وجدانی
- ارشا سبحانی
- پارسا سبحانی
- جواد فرهانی
- ایلیا عزیزی فر
- حمید قدیانی
- پویا الوند

## عوامل
- مدیر فیلمبرداری: مهدی اشرفی
- مدیر صدابرداری: امیر شاهوردی
- صداگذاری: حسین مشعلی - امید محمدی پور
- دستیار کارگردان: شهرام وثوق حجازی
- عکاس: کیمیا سبط رسول
- اصلاح رنگ و نور: سامان وفائی
- تدوین: بهروز سبط رسول

## حضور در جشنواره‌ها و جوایز

### جوایز
| سال                          | جشنواره                            | نتیجه                  |
| ---------------------------- | ---------------------------------- | ---------------------- |
| بهمن ۱۳۹۹ ژانویه ۲۰۲۱ میلادی | جشنواره بین‌المللی پامبوجان فیلیپین | جایزه ویژه هیئت داوران |